# 난곡운수
난곡운수 주식회사는 서울특별시 관악구 미성길 59에 본사를 둔 마을버스 업체이다.

## 운행노선
- ● 관악10번 : 민방위교육장 ↔ 신림역 (구 관악마을 13번)

## 운행 차종
비바모빌리티 V bus 90과 현대 그린시티로 운행한다.